# Шама філіпінська
Ша́ма філіпінська (Copsychus mindanensis) — вид горобцеподібних птахів родини мухоловкових (Muscicapidae). Ендемік Філіппін.

## Опис
Довжина птаха становить 19 см, вага 29-37 г. У самців голова, спина, крила, хвіст, горло і груди чорні. На крилах помітні білі плями, решта нижньої частини тіла біла. У самиць ті частини оперення, які у самців чорні, мають сіре забарвлення, за винятком чорних крил.

## Таксономія
Філіпінська шама була описана французьким натуралістом Жоржем-Луї Леклерком де Бюффоном в 1780 році в праці «Histoire Naturelle des Oiseaux» за зразком з острова Мінданао. Науково вид був описаний в 1783 році, коли голландський натураліст Пітер Боддерт класифікував його під назвою Turdus mindanensis у своїй праці «Planches Enluminées». Пізніше вид був переведений до роду Шама (Copsychus), введеного німецьким натуралістом Йоганном Георгом Ваглером у 1827 році. Філіпінську шаму тривалий час вважали підвидом індійської шами, однак за результатами молекулярно-філогенетичного дослідження 2009 року її було визнано окремим видом.

## Поширення і екологія
Філіпінські шами мешкають на більшості островів Філіппінського архіпелага, за винятком Палавана і сусідніх островів. Вони живуть в рідколіссях, чагарникових заростях і садах. Зустрічаються на висоті до 1900 м над рівнем моря. Живляться комахами та іншими безхребетними.